# Mpungi
A Mpungi é um instrumento musical aerofone, oriundo de Angola. É uma trombeta solene utilizada pelos congos que serve para anunciar as cerimónias fúnebres ou, na antiguidade, a investidura do rei.

## Descrição
A Mpungi é feito a partir de um dente de elefante, tendo em média 100 cm de comprimento por 10 cm de largo na sua ponta maior. É utilizada para anunciar mensagens a distâncias longínquas, bem como para entoar acordes quando o Soba (antigamente o Rei) aparece em ocasiões ou cerimónias especiais. O titular do cargo máximo do poder político tradicional, deve ter em sua posse três Mpungi.